# Cérémonies du Sigui
Les cérémonies du Sigui, qui se déroulent sur sept ans et donnent lieu chez les Dogons, à des cérémonies qui ont lieu tous les 60 ans. Ce cycle correspond au temps d'une révolution de Sirius B autour de Sirius A (scientifique : 49,9 ans), comme l'a révélé en 1946, après 15 ans de présence parmi ce peuple, le prêtre dogon Ogotemmêli aux deux ethnologues français : Germaine Dieterlen et Marcel Griaule.
Elles commémorent la révélation de la parole orale aux hommes, la régénération de la terre, ainsi que la mort et les funérailles du premier ancêtre.
Jean Rouch a réalisé un film lors des dernières fêtes entre 1967 et 1974. Les prochaines fêtes auront lieu en 2027.

## L'histoire de la fête du Sigui
La fête du Sigui a lieu tous les 60 ans. Comme la semaine dogon dure cinq jours, cela correspond à peu près à un siècle dogon.
Lors des préparatifs, les initiés partent en brousse apprendre avec leurs aînés la langue secrète, le sigi so et le rituel des masques.
Lorsqu'ils sont de retour au village, la fête les accueille pendant une semaine : les habitants revêtent des habits brodés de coquillages (cauris) qu'ils ne porteront plus et qui seront brûlés dans une grotte sacrée après la fête.
La semaine de fête terminée, c'est au tour du village suivant d'accueillir les danseurs et les nouveaux initiés et ainsi de suite tout au long de la falaise. Comme il faut bien s'arrêter pendant la saison des pluies pour les travaux des champs, la fête du Sigui dure près de 7 ans.
C'est dans les villages des 3 Youga que commence la fête. On dit que les femmes nées pendant la fête sont les seules qui ont le privilège d'assister aux danses des masques.